# Gerhard Hesse (Jurist)
Gerhard Hesse (* 2. April 1970 in Wien) ist ein österreichischer Jurist. Er ist Richter am Gericht der Europäischen Union.

## Leben
Hesse studierte ab 1988 Rechtswissenschaften an der Universität Wien und spondierte am 1993 zum Mag.iur. 2002 promovierte er mit einer Dissertation zu beitragsunabhängigen Sonderleistungen im europäischen Sozialrecht mit ausgezeichnetem Erfolg zum Dr.iur.
Während seines Studiums arbeitete Hesse in der Rechtsanwaltskanzlei von Gabriel Lansky, von 1993 bis 1994 für den Nationalratsabgeordneten Peter Schieder. 1994 trat er in den Bundesdienst ein und war von 1995 bis 2000 sowie von 2002 bis 2007 Mitarbeiter des Verfassungsdienstes. Von 2000 bis 2002 war er in der Arbeiterkammer beschäftigt.
Zwischen 2007 und 2010 war er stellvertretender Kabinettschef des Bundeskanzlers (Gusenbauer, später Faymann). 2010 wurde er – nachdem die Funktionsperiode von Georg Lienbacher nicht verlängert worden war – zum Leiter des Verfassungsdienstes und damit zum Sektionschef bestellt. 2015 wurde seine Funktion für weitere fünf Jahre bis 2020 verlängert. Am 1. Mai 2020 folgte ihm der ÖVP-nahe Albert Posch.
Seit 26. September 2019 ist Hesse Richter am Gericht der Europäischen Union.
Hesse ist seit seiner Jugend Mitglied der SPÖ.